# Комишлов
Комишло́в (рос. Камышлов) — місто, центр Комишловського міського округу та Комишловського району Свердловської області.

## Географія
Місто розташоване на лівому березі річки Пишми при впадінні в неї річки Комишловки.

## Історія
В 1668 році на річці Комишловка був заснований Камишловський острог, з 1687 року Камишловська слобода. В XVIII столітті через слободу пройшов Сибірський тракт. З 1781 року — це вже повітове місто Пермського намісництва.

## Населення
Населення — 26870 осіб (2010, 28914 у 2002).

## Відомі особистості
- Освецимський Володимир Іванович (1886—1955) — український актор
- П'янков Євген Гаврилович (1903—1985) — радянський військовик-зв'язківець
- Корольов Валентин Олексійович (1912—1993) — український радянський художник комбінованих зйомок
- Раков Сергей Кузьмич (1931—2011) — фахівець у галузі інженерної геодезії, маркшейдерської справи.